# Gala Dalí
Gala Dalí (nacida Elena Ivánovna Diákonova; en ruso: Елéна Ивáновна Дья́конова; Kazán, 7 de septiembre de 1894-Portlligat, 10 de junio de 1982) fue una artista surrealista y musa de sus maridos Paul Éluard y Salvador Dalí, con quien fue coautora de numerosas obras. Se casó con Salvador en 1932 por lo civil y de nuevo en 1958 por el rito católico.

## Biografía
Nació en una familia de intelectuales de Kazán, siendo su padre Iván Diákonov funcionario del Ministerio de Agricultura del Imperio ruso, lo que hizo que viajaran por Siberia debido a su cargo. El matrimonio, que tuvo otros tres hijos (Vadim, Nikolái y Lidia), vivió durante un breve período de tiempo en Pokróvskoye, residencia de su abuela paterna.
Tras la muerte de su padre cuando ella contaba con once años, su madre rehízo su vida con un abogado judío de Moscú al que consideró su verdadero padre, por lo que se trasladaron a dicha ciudad, a la famosa calle Arbat, donde surgió su amistad con la poeta Marina Tsvetáyeva y su admiración hacia los clásicos como Dostoyevski.

### Paul Éluard
Debido a sus destacables calificaciones, fue habilitada para ser profesora particular, aunque, en 1912 fue internada, debido a la tuberculosis, en un sanatorio de Clavadel, cerca de Davos (Suiza). Tenía 19 años y, durante aquella época, conoció al que sería su primer marido: Paul Éluard, al que animó a dedicar su vida a la literatura. Entre ambos surgió una relación amorosa que, tras su recuperación dos años más tarde, les llevó a abandonar el sanatorio y regresar a sus respectivos países, con la promesa de reencontrarse para casarse. Gala siguió carteándose con Éluard y cruzó Europa a principios de 1916, en plena Primera Guerra Mundial, para trasladarse en París a la residencia de los padres de Éluard. Esta situación tan irregular en la época se formalizó al casarse ambos el 21 de febrero de 1917 y, un año después, con el nacimiento de la única hija que tuvo Gala llamada Cécile y a la que nunca prestó atención, ya que detestaba la vida maternal.
Los primeros contactos de su marido con el surrealismo hicieron que ella también se interesara por el mismo y tuviera una conducta sexual liberal. El matrimonio entabló una relación sentimental con el alemán Max Ernst, además de relacionarse con otros artistas como Louis Aragon, convirtiéndose Gala en su musa y siendo representada en sus obras. Gala no fue únicamente una inspiración para el resto de surrealistas, sino que fue consideraba prácticamente la única mujer del movimiento. No obstante, su fuerte carácter provocó que se ganara la enemistad de algunos miembros como André Breton o Luis Buñuel.

### Salvador Dalí

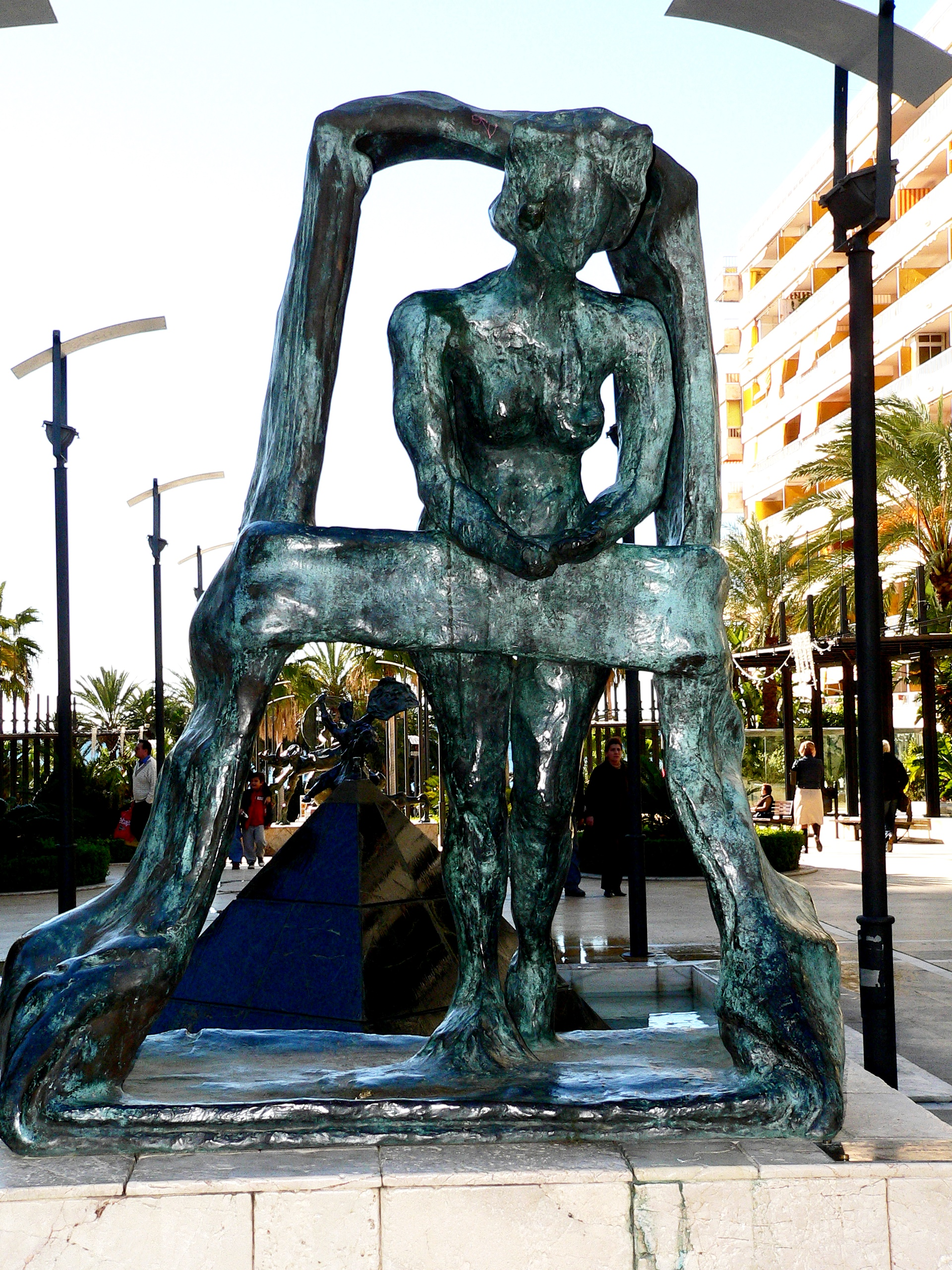
Gala asomada a la ventana, obra de Salvador Dalí ubicada en Marbella.

El matrimonio viajó en agosto de 1929 a Cadaqués (Gerona) junto a René Magritte, Luis Buñuel y otros amigos para conocer a Salvador Dalí. A pesar de que él era diez años menor que ella, ambos se enamoraron e iniciaron una polémica relación que acabó con el divorcio de Gala y Éluard ese mismo año. Tras unos años viviendo juntos, Dalí y Gala se casaron en 1932 por lo civil en el ayuntamiento del XIV Distrito de París y, poco después, debido a un mioma uterino, tuvo que ser sometida a una histerectomía.
Fue la mayor inspiración de Dalí, quien solía decir que ella fue «la única que lo salvó de la locura y de una muerte temprana». Más allá de su atribuida genialidad, Dalí era un hombre problemático, inseguro y desorganizado y fue Gala quien actuó como su agente e intermediaria entre el genio y el mundo real, especialmente durante su llegada a los Estados Unidos en 1940, a donde huyeron tras el avance del nazismo hacia París. Allí se mantuvieron durante ocho años y Gala, al dedicarse a dichos menesteres, hirió muchas sensibilidades y fue acusada de materialista. Tuvo también numerosas relaciones extramatrimoniales, a las que Dalí nunca se opuso. Tal vez porque estaba fascinado por el morbo del candaulismo, una parafilia similar al voyeurismo. Fue una mecenas para jóvenes artistas y en sus últimos años hacía regalos caros a quien se asociaba con ella, como el cantante de rock Jeff Fenholt al que regaló, supuestamente, pinturas de Dalí y una casa de un millón de dólares en Long Island.
Dalí y Gala volvieron a casarse el 8 de agosto de 1958, esta vez por el rito católico en una ceremonia íntima en el Santuario de los Ángeles (San Martivell, Gerona); a pesar de ser cristiana, pero no católica, sino ortodoxa. En 1968, el pintor compra a Gala el castillo de Púbol, en una pequeña aldea en la comarca del Bajo Ampurdán, a Gala para su deleite, ya que siempre había querido tener uno, al que su marido únicamente podía acceder por invitación previa. Gala habitará el castillo entre los años 1971 y 1980, siempre durante el periodo estival.
Tras recibir la extrema unción por un párroco de La Pera en presencia de Dalí y Antoni Pitxot, falleció en la residencia que el matrimonio albergaba en Portlligat el 10 de junio de 1982 y fue trasladada al castillo de Púbol en el Cadillac de la familia, actualmente expuesto en el Museo-Dalí, con la intención de ser embalsamada y enterrada en una de las dos criptas que Dalí preparó durante las obras de restauración. Ambas criptas fueron deliberadamente construidas una junto a la otra, incluso las manos se entrelazaban bajo tierra. Allí se trasladó el genio para pasar sus últimos años de vida y no separarse de su musa, deseando ocupar la cripta vacía al lado de Gala, algo que finalmente no ocurrió debido al incendio que lo obligó a trasladarse a Figueras en 1984.

## Influencia
Gala es vista como una mujer libre, culta; por lo que se considera como una mujer desarraigada de los estereotipos de su tiempo. Sin duda de personalidad compleja y poliédrica, tan surrealista como el propio Dalí, todos los que han indagado en su figura y han leído sus manuscritos coinciden en que fue el motor que ponía en acción el genio creativo de Éluard y de Dalí y que no solo fue musa, sino que colaboró activamente en la obra de ambos, aunque luego la firmaran ellos… hasta que el pintor decidió a partir de 1950 incluirla en su rúbrica: “Firmando mis obras como Gala-Dalí no hago más que dar nombre a una verdad existencial, porque no existiría sin mi gemela Gala“. Dos seres extravagantes que formaron un universo común, repleto de excentricidades:

“Todo buen pintor que aspire a crear auténticas obras de arte, antes de nada debe casarse con mi esposa”
“Amo a Gala más que a mi padre, más que a mi madre, más que a Picasso y más incluso que al dinero”.
Salvador Dalí

“En el fondo, no sabes dónde acaba Gala y empieza Dalí” (Montserrat Aguer): Gala fue mucho más que musa y modelo, era su administradora, corregía y sugería en la pintura de Dalí, también en sus escritos. No solo estimulaba su creatividad, también su concentración en el trabajo porque Dalí, que era muy vago, pintó por y para ella. Ganó para sí misma la posición más elevada en el panteón de Dalí. Fue con frecuencia el objeto del trabajo pictórico de Dalí: en su obra, Gala adoptó distintos roles, como el de virgen cristiana en la pintura Virgen de Port Lligat (1950) o figura mitológica en la Leda atómica (1949). Las numerosas pinturas que hizo Dalí de ella muestran el profundo amor que le profesaba. Algunas de estas son ejemplos sobresalientes de la representación de modelos femeninos de mediana edad en la pintura occidental.

## Libros
Gala escribió sus memorias al igual que Salvador Dalí, pero dicho manuscrito nunca sería publicado en vida. No sería hasta 2011, cuando fue encontrado en el castillo de Púbol un diario escrito en francés que sería publicado por la Fundación Gala-Salvador Dalí bajo la editorial Galaxia Gutenberg con el título La vida secreta: Diario inédito.
- En 2016 se publicó la novela Gala - Dalí (Espasa), escrita por la escritora Carmen Domingo, en la que se narra la vida de Gala.
- La intrusa. Retrato íntimo de Gala Dalí de Monika Zgustová (2018) por la editorial Galaxia Gutenberg.